# Гимарайнш, Джалма
Джалма Гимарайнш (порт. Djalma Guimarães; 1894—1973) — бразильский геохимик и минералог.

## Биография
Родился 5 ноября 1894 года в семье мирового судьи Luis Caetano da S. Guimarães  и его жены Evangelina T. Guimarães. Воспитывался в окружении, в котором работали бразильские писатели Бернардо Гимарайнш и Альфонса де Гимарайнш.
Интерес Джалмы к минералогии, петрографии и геологии возник во время учёбы в школе Ouro Preto Mining School, где он был вдохновлён уроками и заданиями  профессора Costa Senaа. Окончил школу в 1919 году со званием горного инженера. Его первой наградой была учебная поездка в Европу, в которой его попутчиком был инженер Israel Pinheiro, ставший спустя почти сорок лет губернатором бразильского штата Минас-Жерайс.
Гимарайнш работал некоторое время главой геологии бывшей геологической службы штата Минас-Жерайс, а также в компании Companhia Brasileira de Metalurgia e Mineração  (CBMM). Эта же компания учредила медаль Джалмы Гимарайнша, которая вручается лучшим геологам, окончившим Ouro Preto Mining School или UFMG Institute of Geosciences в Белу-Оризонти.
Гимарайнш был почетным профессором в школе Ouro Preto Mining School (в настоящее время является частью университета Federal University of Ouro Preto) и в Федеральном университете Минас-Жерайс; в обоих учебных заведениях он преподавал геологические науки более 35 лет.
Умер 10 октября 1973 года в Белу-Оризонти.
Брат Джалмы — Caio Pandiá Guimarães, который был химиком, и Octávio Barbosa описали новый радиоактивный минерал, найденный в районе Brejaúba штата Минас-Жерайс, который назвали джалмаит в честь их честь Джалмы Гимарайнша. Сам Джалма описал четыре новых минерала: eschwegite, arrojadite, pennaite и giannettite.